# أغنيس تسيمرمان
أغنيس تسيمرمان (بالألمانية: Agnes Zimmermann) (و. 1845 – 1925 م) هي ملحنة، ومعلمة موسيقى، وعازفة بيانو ألمانية، ولدت في كولونيا، تستخدم آلات بيانو، توفيت في لندن، عن عمر يناهز 80 عاماً.